# Veron Tabu
Veron Bin Tabu Eboma (Kinshasa, 31 luglio 1982) è un ex cestista della Repubblica Democratica del Congo con cittadinanza belga.

## Biografia
Ha un fratello minore Jonathan Tabu anch'egli cestista

## Carriera
Ha militato nella massima serie belga con il Mons-Hainaut e l'Huy Basket. Ha disputato 10 incontri in British Basketball League con i Worcester Wolves.